# Exemplar (Psychologie)
Als Exemplar wird in der Psychologie eine mentale Wissensstruktur bezeichnet, die Information über Objekte oder Erlebnisse in spezifischer, nicht generalisierter Form enthält. Exemplare sind, ebenso wie Schemata, nicht als Beschreibung einer Entität im Gedächtnis zu verstehen, sondern als Veranschaulichung, wie erlerntes Wissen in der Informationsverarbeitung genutzt werden kann.
Exemplare können durch die Wahrnehmung von Objekten, Sinnestäuschungen oder Informationen aus zweiter Hand gebildet werden. 

## Allgemeine Funktionsweise von Exemplaren
Kognitiv repräsentierte Exemplare lassen sich entweder durch internale (aufgrund der Erfahrung des  Individuums) oder externale (aus der Umwelt) Hinweisreize aktivieren. Ein Hinweisreiz (z. B. Rotkehlchen) aktiviert alle Exemplare, die ihm ähnlich sind (beispielsweise alle Repräsentationen von Vögeln), gleichzeitig. Falls neue Reize bewertet oder kategorisiert werden, wird der Reiz mit allen aktivierten Exemplaren (d. h. allen aktivierten Vogel-Repräsentationen) verglichen. Falls Generalisierungen (z. B. ob alle Vögel singen) bezüglich eines Reizes nötig sind, werden alle Exemplare, die ähnliche Merkmale enthalten (d. h. eventuell Vögel sein könnten, aus welchen Gründen auch immer), aktiviert und summiert. Die aktivierten Exemplare funktionieren in diesem Fall ähnlich wie ein Schema. 
Hauptmerkmal von unterschiedlichen Exemplaren einer bestimmten Kategorie ist, dass sie Informationen über das gleichzeitige Auftreten von Eigenschaften (z. B. Singen) enthalten und es somit der Person ermöglichen, Zusammenhänge innerhalb von Merkmalskategorien (z. B. singen alle Vögel) zu finden. 
Beispielsweise wissen die meisten Menschen, dass die Wahrscheinlichkeit, dass ein Vogel singen kann, von der Größe des Vogels abhängt (ein Strauss singt nicht, ein Rotkehlchen schon). Dieser logische Schluss kann anhand von dem Vergleich verschiedener Exemplare der Kategorie Vogel verdeutlicht werden: Um eine Aussage darüber machen zu können, ob ein Strauß singen kann, würde die Aktivierung des Schemas Vogel (ein Strauß ist ein Vogel) dazu führen, dass man sagen würde, dass ein Strauß singen kann, sofern die Information "Vögel können singen" im Schema enthalten ist. 
Wenn jedoch simultan alle gespeicherten Exemplare von Vögeln (z. B. das Exemplar Rotkehlchen, das Exemplar Schwan usw.) aktiviert werden und anhand des Merkmals Singfähigkeit verglichen werden, wird sich schnell herausstellen, dass kleine Vögel wie das Rotkehlchen singen können, ein Schwan jedoch nicht mehr. Der Schwan ist größer als das Rotkehlchen. Somit scheint die Singfähigkeit (das Vergleichsmerkmal) mit der Größe des Vogels abzunehmen. Da ein Strauß größer ist als ein Schwan und anscheinend die Singfähigkeit von der Größe des Vogels abhängt, würde die Person sagen, dass ein Strauß nicht singen kann. 
Wie Schemata können Exemplare ebenfalls einen Einfluss auf die Interpretation von Informationen, die Aufmerksamkeit und auf Urteilsprozesse haben. 